# Marcel Buysse
Marcel Buysse (Wontergem, 11 de novembro de 1889 - Ghent, 3 de outubro de 1939) foi um ciclista profissional da Bélgica.

## Participações no Tour de France
- 1912 : 4º colocado na classificação geral
- 1913 : 3º colocado na classificação geral, vencedor de seis etapas
- 1914 : abandonou
- 1919 : abandonou

## Participações no Giro d'Italia
- 1919 : 3º colocado na classificação geral
- 1920 : 6º colocado na classificação geral